# 王冠蓉
王冠蓉（Rhonda Wang，1977年8月23日—）為台灣女性配音員、演員。

## 人物介紹
- 自1998年6月開始從事配音行業，至2003年隸屬於演聲文化事業有限公司，2007年加入青睞影視製作有限公司，2013年成立響亮亮的配音員們配音團隊。主要作品多為廣告，數量近萬支。
- 幕前演出包括有：電視『含笑食堂』、網路劇『YAHOO!奇摩搜尋-富商真愛』、電影『西城童話』『10+10』『搖滾戰士』、廣告『Zaspri奇異果孕婦篇』『2007台北市政府治安形象篇』、台北101開幕走秀、主持『行政院新十大建設記者會』、劇場『2017臺北藝穗節我的雪特時光』。

## 配音作品
- 主要角色名稱以粗體顯示。

### 頻道配音
- 《TVBS歡樂台》：全台台呼、節目預告
- 福斯國際電視網—《衛視中文台》、《星衛娛樂台》：全台台呼、節目預告
- 《Animax動漫台》：全台台呼、節目預告
- 應用程式配音
- 《Nike Training Club》：台灣華語女聲

### 台灣動畫劇集
- 網路配音《臺灣吧：法律吧系列動畫》：BMY48（EP2）

### 台灣遊戲
- 《奇幻編年史on-line》:新手導航

### 台灣劇集
- 《含笑食堂》：廣播
- 《在河左岸》：廣播
- 《一把青》：廣播
- 《最佳利益》：記者

### 台灣電影
- 《便利人生》：廣播
- 《雞排英雄》：阿珠（王彩樺飾演）※國語版）
- 《大稻埕》：聲音導演（國語版）

### 中國大陸電影
- 《非常幸運》：陸小夕（林心如）

### 中國大陸遊戲
- 《超神學院》：涼冰、炙心、何蔚藍

### 日本動畫
- 《小紅豆》：小笠原勇之助、野山敬子※華視、迪士尼頻道版本
- 《遊戲王》：武藤遊戲※華視版本

### 遊戲
- 《守護者之劍II 伊格麗亞之章》：柯娜、迦莉亞
- 《真·三國無雙2》：孫尚香、大喬

### 電視廣告
- 2018年 欣克潰精錠 廣告 常盤貴子代言篇(與台灣配音員陳旭昇合作配音)

## 外部連結
- 200070528 非凡-台灣真善美(台灣聲優特輯)-冠頭 （页面存档备份，存于）